# Constel·lació del Ca Menor
El Ca Menor (Canis Minor) és una petita constel·lació de l'hemisferi sud que està situada entre les constel·lació dels Bessons, l'Unicorn, l'Hidra Femella i el Cranc. És una de les 88 constel·lacions modernes, definides per la Unió Astronòmica Internacional, i també una de les 48 que Claudi Ptolemeu va descriure a l'Almagest. El seu estel més brillant és Proció, de primera magnitud, seguit de Gomeisa.

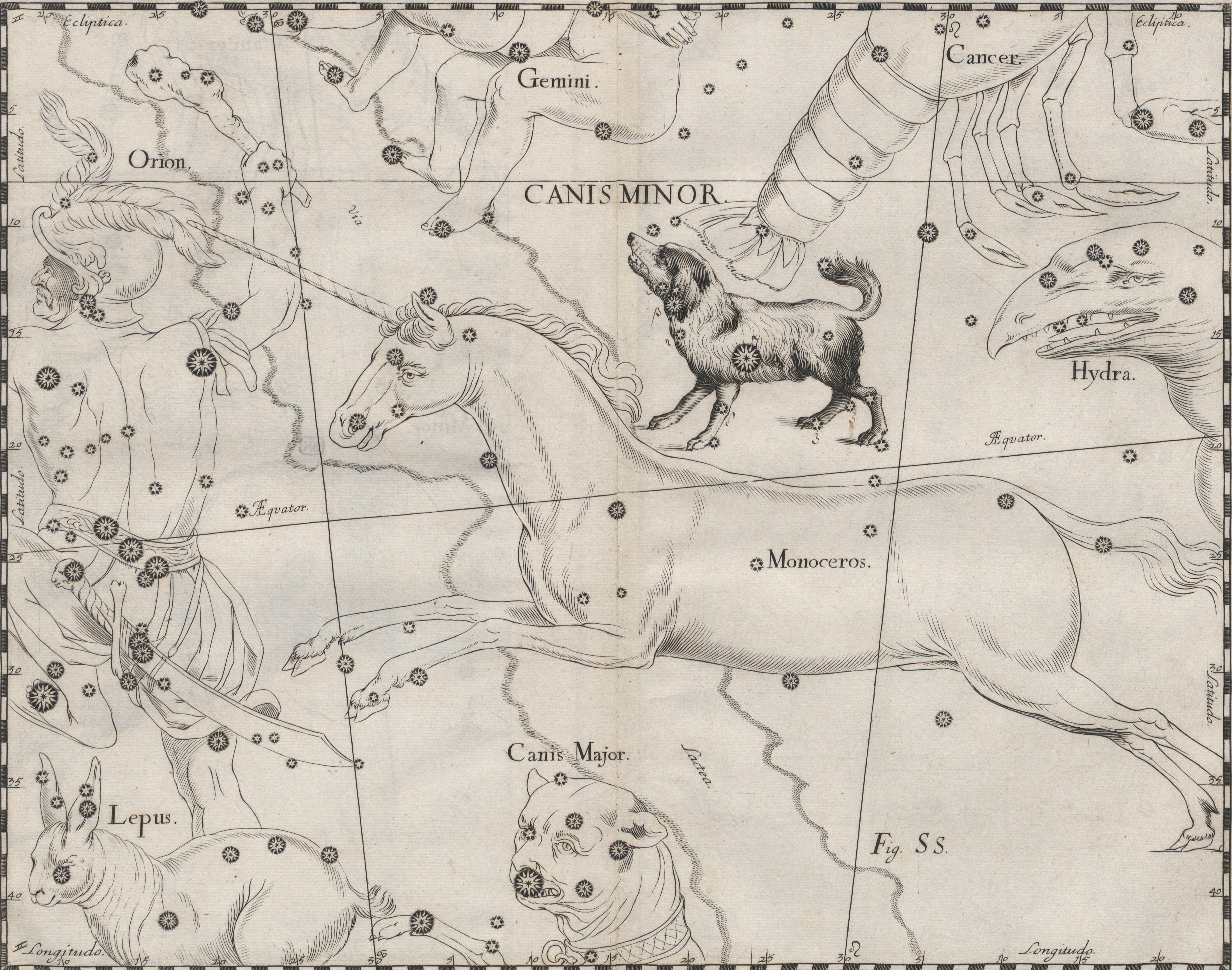
El Ca Menor a la Uranographia de Johannes Hevelius (1611-1687).

Límits de la constel·lació del Ca Menor segons la Unió Astronòmica Internacional (IAU).

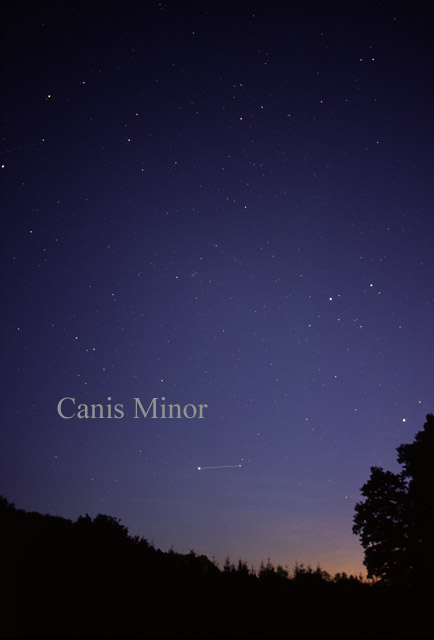
Observació del Ca Menor.

## Història i mitologia

### Versió occidental
Tot i que està fortament associat amb la tradició uranogràfica grega clàssica, Canis Minor prové de l'antiga Mesopotàmia. Proció i Gomeisa es deien MASH. TAB. BA o "bessons" a les tauletes anomenades Cada Tres Estrelles, que daten cap al 1100 aC. En el posterior MUL. APIN, aquest nom també s'aplicava als parells de Pi 3 i Pi 4 d'Orió i Zeta i Xi Orionis. El significat de MASH.TAB. BA també va evolucionar, convertint-se en les divinitats bessones Lulal i Latarak, que es troben al costat oposat del cel a Papsukkal, el veritable pastor del cel en la mitologia babilònica. Ca Menor també va rebre el nom DAR. LUGAL , la seva posició es defineix com "l'estrella que hi ha darrere [Orió]", al MUL. APIN ; la constel·lació representa un gall. Aquest nom també podria haver fet referència a la constel·lació de la Llebre. DAR. LUGAL també s'anomenava DAR. MUŠEN i DAR. LUGAL. MUŠEN a Babilònia. Ca Menor s'anomenava aleshores tarlugallu en l'astronomia acàdia.
Ca Menor va ser una de les 48 constel·lacions originals formulades per Ptolemeu al seu Almagest del segle II, en la qual es definia com un patró específic (asterisme) d'estrelles; Ptolemeu només va identificar dues estrelles i, per tant, no va ser possible cap representació. Els grecs antics van anomenar la constel·lació προκυων/ Procyon, "que arriba abans del gos", transliterat al llatí com Antecanis, Praecanis, o variacions d'aquestes, per Ciceró i altres. Els escriptors romans també van afegir els descriptors parvus, minor o minusculus ("petit" o "menor"), septentrionalis ("al nord", per la seva posició amb relació a Canis Major), primus ("primer") o sinistre (pujant a "l'esquerra") al seu nom Canis. En la mitologia grega, Ca Menor estava de vegades relacionat amb la Guineu teumèsia, una bèstia convertida en pedra amb el seu caçador, Lèlaps, per Zeus, que els va col·locar al cel com Ca Major i Ca Menor. Eratòstenes va acompanyar el gosset amb Orió, mentre que Higí va enllaçar la constel·lació amb Mera, un gos propietat d'Icari d'Atenes. En descobrir la mort d'aquest últim, el gos i la filla d'Icari, Erígone, es van perdre la vida i tots tres van ser col·locats al cel: Erigone com a Verge i Icari com a Bover. Com a recompensa a la seva fidelitat, el gos va ser col·locat al llarg de les "ribes" de la Via Làctia, que els antics creien que era un riu celestial, on mai patiria set.
Una altra versió també de la mitologia grega indica que Icari era un pagès que acollí Dionís a casa seva. A canvi, el déu li ensenyà el secret de la vinificació. Icari volgué compartir amb uns veïns la nova beguda i a aquests els agradà tant el vi que en begueren fins a engatar-se. Els veïns cregueren que Icari els havia intentat enverinar i el mataren. La cussa d'Icari, Mera, anà a avisar la seva filla Erígone i la portà fins al cadàver del seu pare. Desesperada, la filla es penjà d'un arbre i la cussa es matà tirant-se dins d'un pou. Dionís posà la cussa a l'esfera celeste en forma de constel·lació juntament amb Icari (constel·lació del Bover) i Erígone (constel·lació de la Verge).
Els astrònoms àrabs medievals van mantenir la representació de Ca Menor (al-Kalb al-Asghar en àrab) com un gos; en el seu Llibre de les estrelles fixes, Abd al-Rahman al-Sufi va incloure un diagrama de la constel·lació amb una figura canina superposada. Hi havia una petita diferència entre la visió ptolemaica de Canis Minor i l'àrab; al-Sufi afirma que Mirzam, ara assignat a Orió, com a part tant del Ca Menor —el collar del gos— com de la seva casa moderna. Els noms àrabs de Proció i Gomeisa feien al·lusió a la seva proximitat i semblança amb Sirius, encara que no eren traduccions directes del grec; Proció s'anomenava ash-Shi'ra ash-Shamiya, el "Sirius sirià" i Gomeisa es deia ash-Shira al-Ghamisa, el Sirius amb els ulls enfonsats. Entre els Merazig de Tunísia, els pastors troben sis constel·lacions que marquen el pas de l'estació seca i calorosa. Un d'ells, anomenat Merzem, inclou les estrelles de Ca Menor i Ca Major i anuncia dues setmanes de calor.
Els antics egipcis relacionaven aquesta constel·lació amb Anubis, el déu xacal.
S'han proposat noms alternatius: Johann Bayer a principis del segle XVII va anomenar la constel·lació de Fòvea "El pou" i Morus "Arbre de Sicamina". El poeta i autor alemany del segle XVII Philipp von Zesen el va relacionar amb el gos de Tobias dels apòcrifs. Richard Proctor va donar a la constel·lació el nom de Felis "el gat" l'any 1870 (en contrast amb Ca Major, que havia abreujat a Canis "el gos"), explicant que va intentar escurçar els noms de les constel·lacions per fer-les més grans i manejable a les cartes celestes. De tant en tant, es confon Ca Major amb el Ca Menor i se li dona el nom de Canis Orionis ("Gos d'Orion").

### Versió no occidental
En l'astronomia xinesa, els estels corresponents a Canis Minor es troben a Suzaku (南方朱雀, Nán Fāng Zhū Què). Proció, Gomeisa i Eta Ca Menor formen un asterisme conegut com Nánhé, el riu del sud. Amb el seu homòleg, el riu Beihe del Nord (Càstor i Pollux), Nánhé també estava associat a una porta o sentinella. Juntament amb Zeta i 8 Cancri, 6 Ca Menor i 11 Ca Menor van formar l'asterisme Shuiwei, que literalment significa "nivell de l'aigua". Combinat amb estrelles addicionals a la constel·lació de Bessons, Shuiwei representava un funcionari que gestionava les aigües de la inundació o un marcador del nivell de l'aigua. La veïna Corea va reconèixer quatre estrelles a Ca Menor com a part d'una constel·lació diferent, "la posició de l'aigua". Aquesta constel·lació es trobava a l'Ocell Vermell, la part sud del cel.
Els pobles polinesis sovint no reconeixien Ca Menor com una constel·lació, però sí que consideraven rellevant Proció; a l'arxipèlag de les Tuamotu es coneixia com a Hiro, que significa "torçar com un fil de fibra de coco", i Kopu-nui-o-Hiro ("gran panxa d'Hiro"), que era un nom per a la figura moderna de Ca Menor o un nom alternatiu per a Proció. Altres noms inclouen Vena (després d'una deessa), a Mangaia i Puanga-hori (fals Puanga, el nom de Rigel), a Nova Zelanda. A les Illes de la Societat, Procyon s'anomenava Ana-tahua-vahine-o-toa-te-manava, literalment "Aster, la sacerdotessa de cor valent", en sentit figurat el "pilar de la elocució". El poble Wardaman del Territori del Nord a Austràlia va donar a Proció i Gomeisa els noms de Magum i Gurumana, descrivint-los com a humans transformats en eucaliptus en el temps dels somnis. Tot i que la seva pell s'havia convertit un element vegetal, van poder parlar amb veu humana cruixent les seves fulles.
El calendari asteca estava relacionat amb la seva cosmologia. Les estrelles de Ca Menor es van incorporar juntament amb algunes estrelles d'Orió i Bessons en un asterisme associat al dia anomenat "Aigua".

## Característiques
El Ca Menor és una constel·lació poc extensa, ocupa la 71a posició de les 88 constel·lacions en què es divideix el cel nocturn. La seva extensió és de 183 graus quadrats. És una de les 15 constel·lacions equatorials. Es troba al segon quadrant de l'hemisferi nord (NQ2) i es pot veure a latituds entre +90° i –75°. Les constel·lacions veïnes són del Cranc, dels Bessons, de l'Hidra Femella i de l'Unicorn. El genitiu de Ca Menor, utilitzat en els noms d'estrelles, és Canis Minoris. L'abreviatura de tres lletres, adoptada per la Unió Astronòmica Internacional (IAU) el 1922, és CMi.
Aquesta constel·lació pertany a la família de constel·lacions d'Orió, juntament amb el Ca Major, de la Llebre, de l'Unicorn i d'Orió.

### Estels

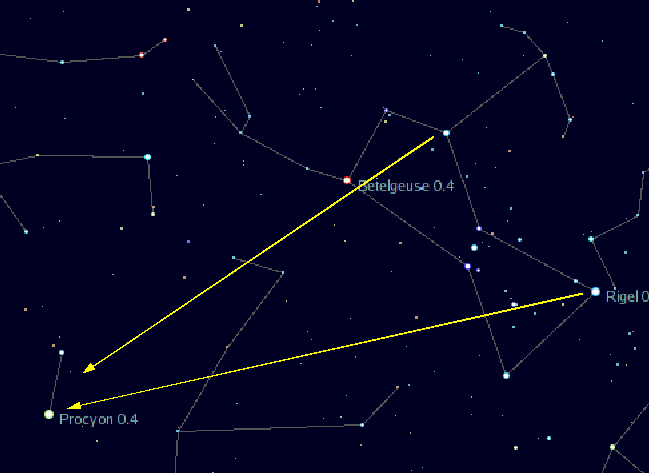
Localització de Proció a partir de la constel·lació d'Orió.

Proció o Alfa Canis Minoris (α CMi) és un estel nan blanc-groc de tipus espectral F5, d'una magnitud visual de +0,38 que es troba a només uns 11,4 anys llum de nosaltres. És el setè estel més brillant del cel. El seu nom és una corrupció de la denominació grega de l'estel προκύον Prokyōn, que és una paraula composta de pro‘ abans' i kyōn ‘ca’, que significa 'abans que el ca', en referència a la seva aparició immediatament abans que Sírius, l'altre ca d'Orió. Es tracta d'un estel binari, la parella és un estel nan blanc de tipus espectral DA, molt difícil de veure a causa de la seva magnitud visual de +10,82 i a la proximitat de l'estel principal i la seva gran brillantor.

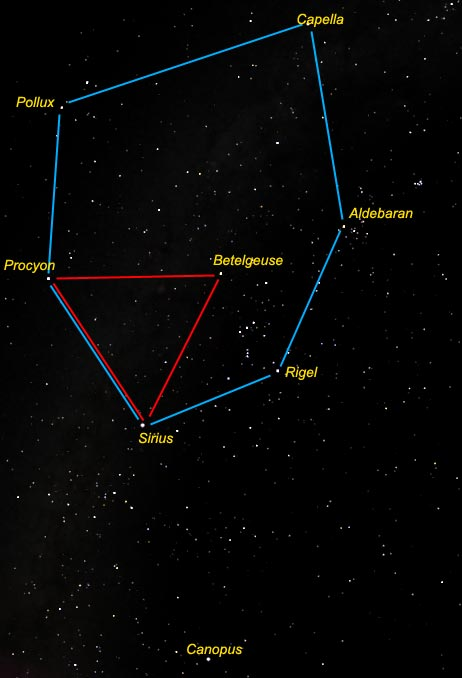
Triangle hivernal i hexàgon hivernal.

Proció forma amb Betelgeuse i Sírius l'asterisme anomenat triangle hivernal i també el cercle o hexàgon hivernal, format per Sírius, Proció, Pòl·lux, Capella, Aldebaran i Rigel.
Beta Canis Minoris (β CMi), també conegut com a Gomeisa, és un estel nan blau de la seqüència principal de tipus espectral B8. Es tracta d'un estel variable de tipus Gamma Cassiopeiae, la seva magnitud visual oscil·la entre +2,84 i +2,92.
Estel de Luyten és un estel nan vermell de magnitud visual de +9,85 que dista uns 12,41 anys llum de nosaltres. Està situada al sud-oest de Gomeisa i a l'oest de Proció. Es caracteritza per un ràpid moviment sobre l'esfera celeste, de 3,738" d'arc per any, descobert l'any 1935 per l'astrònom neerlandès Willem Luyten (1899 - 1994).

### Altres objectes

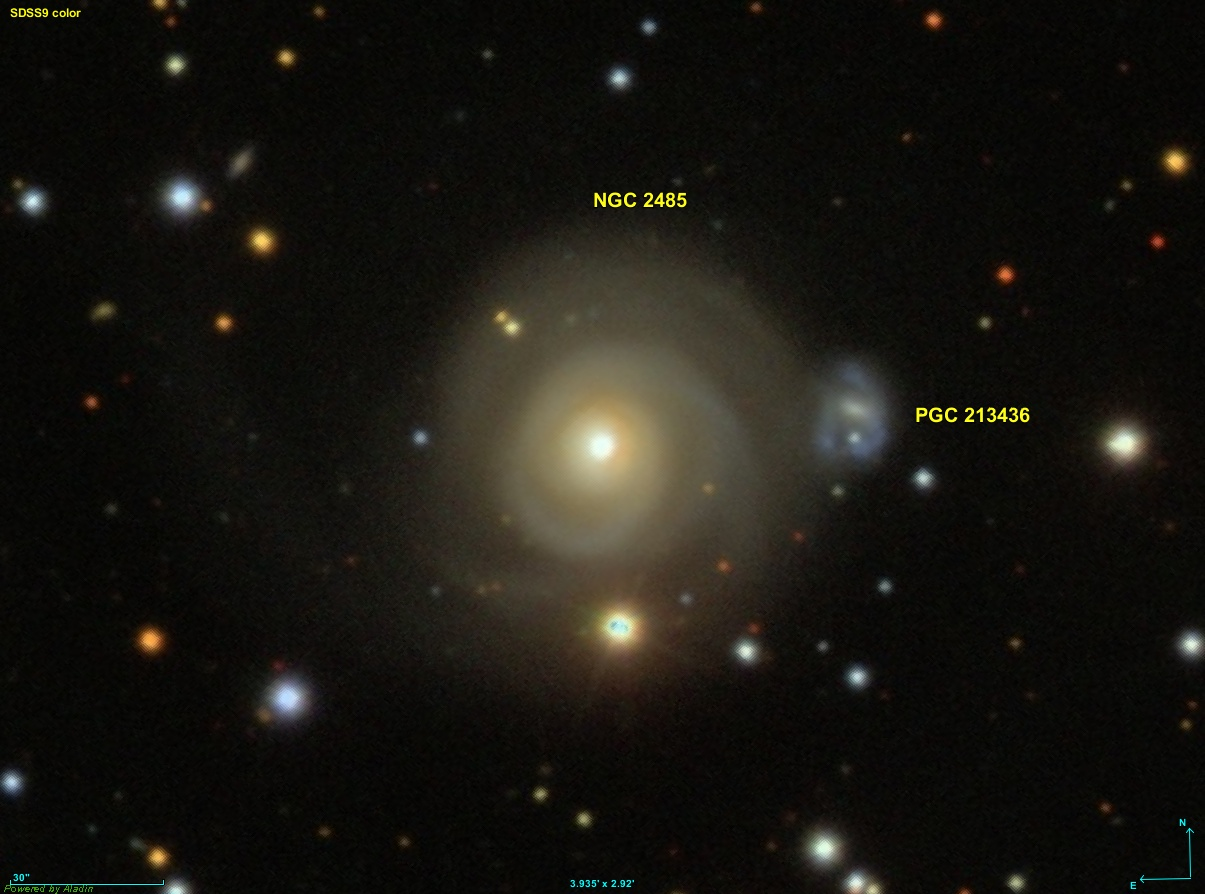
Galàxia NGC 2485.

El Ca Menor no conté cap objecte Messier. El Ca Menor conté una sèrie d'objectes del cel profund, però tots són molt febles i difícils d'observar. El més brillant és la galàxia espiral NGC 2485, amb una magnitud aparent de 12,4. La galàxia es troba a 3,5 graus al nord-est de Proció i a 233 milions d'anys llum de distància de la Terra. El seu diàmetre estimat de 110 000 mil anys llum. Fou descoberta el març de 1864 per l'astrònom alemany Albert Marth (1828-1897) i té una magnitud aproximada de superfície de 13,08.
S'han descobert 11 exoplanetes en les estrelles del Ca Menor destacant el sistema de GJ 273 que té quatre exoplanetes (GJ 273 b, GJ 273 c, GJ 273 d i GJ 273 e).
Hi ha una pluja de meteors associada a la constel·lació, els Canis-Minorids. Són una pluja de meteorits que sorgeix prop de l'estrella 11 del Ca Menor, de cinquena magnitud. Foren descoberts el 1964 per Keith Hindley. Aquesta pluja es produeix entre el 4 i el 15 de desembre, assolint el punt màxim entre el 10 i l'11 de desembre.